# Sidi Péter
Sidi Péter (Komárom, 1978. szeptember 11. –) sokszoros világ- és Európa-bajnok magyar sportlövő, számszeríjász. Az olimpia légpuska versenyszámának regnáló világcsúcstartója.

## Sportpályafutása

### 1994–2000
1994-ben kezdett el sportlövészettel foglalkozni. Első hazai sikereit a junior korosztályban érte el: 1997-ben, a szabadpuska összetett versenyében lett harmadik.
1998-ban már a felnőttek között győzött a légpuska ob-n. A barcelonai junior vb-n egyéniben 11., csapatban első helyen végzett. Ugyanitt kisöbű sportpuska összetettben 7., légpuskában 10. lett. A tallinni légfegyveres junior Eb-n a légpuskás versenyszám 21. helyén zárt. A koppenhágai junior Eb-n a szabadpuska fekvő versenyben egyéni 13., csapat harmadik volt. Összetettben 9., csapatban 4. lett.
1999-ben ismét magyar bajnok lett légpuskában, kisöbű sportpuska összetettben 4. lett. A franciaországi Eb-n kisöbű sportpuska fekvő testhelyzetű csapatban 16. volt. Az arnhemi légfegyveres Eb-n 7. lett légpuskával
A 2000-es ob-n légpuskával aranyérmes lett, szabadpuska összetettben negyedikként végzett. A müncheni légfegyveres Eb-n harmadik lett a légpuskások között. Az olimpián kisöbű sportpuska fekvő testhelyzetben 13., összetettben 25., légpuskával 15. lett

### 2001–2004
A következő évben szabadpuska fekvő versenyben második, csapatban első, összetettben első, csapatban harmadik, légpuskával első lett a magyar bajnokságban. A zágrábi Eb-n kisöbű sportpuska fekvő versenyszámban 12., összetettben 44. lett. A pontavedrai Eb-n légpuskával ezüstérmes lett.
2002-ben kisöbű sportpuska összetettben magyar bajnok lett, csapatban harmadik helyezést ért el. A Lahtiban lebonyolított világbajnokságon légpuskával 18., kisöbű sportpuska összetettben 3. fekvőben 37. lett. Harmadik helyezése olimpiai kvótát ért. A Szalonikiben rendezett légpuskás Eb-n első volt.
2003-ban légpuskával és kisöbű sportpuska összetettben országos bajnok lett egyéniben és csapatban. Kisöbű sportpuska fekvő testhelyzetben 5. lett. A plzeni Eb-n sportpuskában nem jutott a legjobbak közé. A göteborgi légfegyveres Eb-n légpuskában 10. volt. Az USA-ban rendezett vk viadalon második lett légpuskával.
Az olimpia évében kisöbű sportpuska összetettben első, fekvőben harmadik lett az ob-n. A két csapatversenyben ezüstérmet szerzett. Légpuskával egyéniben és csapatban is bajnok volt. Ebben a szakágban a világcsúcsnál jobb eredményt ért el, de rekordot csak világversenyen lehet dönteni. A győri légfegyveres Eb-n első helyezett lett. Az athéni Világ Kupán sportpuska fekvőben negyedik volt. Az olimpián a sportpuska összetettben 19., fekvőben 28. légpuskával 12. volt.

### 2005–2008
2005-ben az ob-n sportpuska fekvő versenyben 6., csapatban első, kisöbű sportpuska összetettben harmadik, csapatban szintén bajnok, légpuskával egyéni és csapat aranyérmes lett. Tallinnban légpuskával 6. helyezett lett csapatban és egyéniben az Eb-n. A belgrádi Eb-n nem tudott kiemelkedő eredményeket elérni. A dél-koreai vk-viadalon légpuskával második, kisöbű sportpuska fekvőben negyedik, összetettben 16. lett. Légpuskás vk-versenyeken Fort Benningben második, Münchenben ötödik volt.
A következő évben légpuska egyéni és csapatbajnok lett. A zágrábi világbajnokságon a kisöbű sportpuska fekvő versenyszám csapatversenyében ért el harmadik helyezést. Nagyöbű sportpuskával összetettben 12., Nagyöbű fekvőben második lett. Standardpuskával hatodik, légpuskával 23. volt. A moszkvai légfegyveres Eb-n légpuskával 15. lett. A Világkupa-versenyeken Kantonban légpuskával negyedik, sportpuska fekvőben 12., összetettben 11. lett. A brazíliai Resendében légpuskával nyolcadik lett. 2006 májusában országos csúcsot ért el a kisöbű sportpuska összetett versenyszámában. Pár nappal később Münchenben sportpuska fekvőben megnyerte a vk-versenyt. Ezzel a magyar sportolók közül elsőként szerzett olimpiai kvótát.
A 2007-es magyar bajnokságon a kisöbű szabadpuska bajnoka lett egyéniben és csapatban valamint a légpuska elsőségét is megszerezte. A granadai Eb-n kisöbű sportpuskával 4., fekvő testhelyzetben 6., nagyöbű sportpuska fekvőben 10., standardpuskával 14. lett. A légfegyveres Eb-n Deuvilleben 9. volt. A Sydneyben rendezett vk-versenyen 11. helyen végzett kisöbű sportpuska összetettben. Bangkokban légpuskával első,
2008-ban légpuskás és kisöbű szabadpuska összetett magyar bajnok volt egyéniben és csapatban. A légpuska Európa-bajnokságán kilencedikként végzett. Az olimpián légpuskával 6., kisöbű sportpuska fekvő testhelyzetben 39. összetettben 25. lett.

### 2009–2012
2009-ben kisöbű szabadpuska összetettben és légpuskával magyar bajnok lett. A prágai légfegyveres Eb-n légpuskával nyolcadikként végzett. Az eszéki Eb-n a kis-, majd a nagyöbű szabadpuska összetettben első (utóbbiban világcsúccsal), kisöbű fekvőben 20. lett. A nagyöbű standard puska összetett versenyéből kizárták, mert fegyvere elsütési ereje 10 grammal kisebb volt a megengedettnél. 2009 októberében légpuskával második lett a Világkupa-döntőjében. A Nemzetközi Szövetség az év sportlövőjének választotta.
A következő évben második lett a merakeri Eb-n. Az ausztráliai vk-versenyen kisöbű szabadpuskával 9., kisöbű szabadpuska összetettben harmadik lett. Pekingben negyedik helyezett lett. Ugyanebben a sorozatban, Fort Benningben összetett 5. helyezett lett. A júliusi, müncheni vb-n légpuskával második lett. Ezzel ismét elsőként kvalifikálta magát Magyarországról az olimpiára. Szintén a vb-n kisöbű sportpuska fekvő versenyszámban negyedik, összetettben első lett. Nagyöbű sportpuska fekvőben 28., összetettben ötödik helyen zárt. Októberben, Plzenben megnyerte a nagyöbű sportpuska összetett versenyének Ek-döntőjét. A müncheni Vk-döntőben légpuskával harmadik, kisöbű sportpuska összetettben 2. lett. Az év végén az év magyar sportolója szavazáson második lett a férfiak között. A Nemzetközi Sportlövő Szövetség szavazásán harmadik lett.
2011-ben február 11-ig hat nemzetközi versenyt nyert meg sorozatban (Trizinben, Ruséban, Győrben, Münchenben, Svájcban és Wroclawban). Márciusban a bresciai légfegyveres Eb-n szerzett egyéniben légpuskával arany-, csapatban bronzérmet. Ezt követően Sydneyben kisöbű sportpuska összetettben 18., légpuskával 9. lett. Áprilisban megnyerte a dél-koreai Csangvonban a légpuskások vk versenyét. Sportpuska összetettben negyedik volt. Az augusztusi belgrádi Eb-n első lett a kisöbű szabadpuska 3 × 40 lövéses összetett versenyszámában, és második a standard puska 300 méteres versenyében, valamint a 300 méteres nagyöbű sportpuska 3 × 40 lövéses összetett számában. A 2012-es, Vierumäkiban megrendezett légfegyveres Európa-bajnokságon negyedik lett légpuskával. Márciusban a wroclawi GP-versenyen a kisöbű szabadpuska összetettben második lett. A kuvaiti Gp-n első lett légpuskával és kisöbű szabadpuska összetettben. A légfegyveres ob-n légpuskával lett magyar bajnok. A világkupában Londonban 12. lett kisöbű szabadpuska összetettben. Milánóban légpuskával hatodik, szabadpuskával összetettben 12., fekvő testhelyzetben kilencedik volt. Münchenben légpuskával tizedikként zárt. Szabadpuska összetettben 40., fekvőben 39 lett.
Az olimpián légpuskával 394 körrel a 13. helyen végzett. A kisöbű szabadpuska fekvő számában kilences holtversenyben lett a negyedik a selejtezőben. A szétlövésben a 11. helyet szerezte meg és nem jutott a döntőbe. A kisöbű sportpuska összetett versenyszámában a hatodik helyet szerezte meg. Augusztus végén a számszeríjász világbajnokságon 10 méteren 594 kört lőtt. Ezzel megjavította saját világcsúcsát. A döntőben 98 körrel aranyérmet szerzett.

### 2013–2016
2013. január 27-én Münchenben az abszolút világrekord beállításával, 600 körrel tudott győzni, kiérdemelve ezzel a torna legjobb versenyzője díjat is. A légfegyveres Európa-bajnokságon puskával csapatban hatodik, egyéniben hetedik lett. Májusban, Fort Benningben a világkupaversenyen, légpuskával az alapversenyben 631,9 körrel világcsúcsot ért el. Még ugyanebben a hónapban Münchenben 633,5 körrel tovább javította világ legjobb eredményét. A sportlövő Európa-bajnokságon kisöbű szabadpuska fekvő versenyszámban 42., kisöbű sportpuska 3 × 40 lövéses összetettben hetedik lett. Nagyöbű szabadpuska összetettben hatodik lett. 300 méteres standard puska összetettben kizárták.
A számszeríjász Európa-bajnokságon ezüstérmes lett 10 méteren, 30 méteren és összetettben is. A 30 méteres selejtezőben világcsúcsot ért el.
2014-ben a moszkvai légfegyveres Európa-bajnokságon puskával egyéniben 11., csapatban 10. lett. A számszeríjász világbajnokságon 10 méteren bronzérmes volt. A szeptemberi sportlövő-világbajnokságon légpuskával 14. helyezést ért el.
A 2015-ös légfegyveres Európa-bajnokságon döntőbe jutott, de a zsűri által megjavított lövészruhát a zsűri önmaga szabálytalannak minősítette és kizárta. Az óvást az osztrákok adták be, és Sidi helyére osztrák sportlövő lépett a 9. helyről előre a döntőt érő 8. helyre. A hivatalos jegyzőkönyvben "body taping" szerepel kizárási okként, mely teljes ellentmondásban áll a zsűri által a szétesett cipzár zárásaként felrakott ragasztószalaggal. A visszaélésre az MSSz fellebbezéssel élt helyben és később az Európai Sportlövő Szövetségnél, de ez már nem változtathatott a helyezéseken. Áprilisban férfi légpuskában megnyerte a csangvoni világkupaversenyt, ezzel olimpiai kvótát szerzett. A sportlövő Európa-bajnokságon a nagyöbű szabadpuska fekvő számában 14. volt. Ugyanennek a fegyvernemnek a 3 × 40 lövés összetett számában aranyérmet szerzett. A standard puska 300 méteres számában harmadik helyezést ért el. A világkupa-döntőn légpuskával hatodik lett. Az Európa-kupa döntőjében a nagyöbű 60 lövéses fekvő, valamint a 3 × 40 lövéses összetett versenyben is ezüstérmes lett.
A 2016-os légfegyveres Eb-n egyéniben tizenharmadik, csapatban (Somogyi Péter, Boda Bence) tizedik volt. Májusban a dániai 300 méteres sportlövő Európa-kupán a nagyöbű standard puska 3 × 20 lövéses összetett versenyében 590 körrel világcsúcsot ért el. Másnap a nagyöbű szabadpuska 3 × 40 lövéses versenyében újabb világcsúcsot ért el 1187 körrel. A 2016. évi nyári olimpiai játékokon a 10 méteres légpuska versenyben 5., a kisöbű szabadpuska fekvő versenyszámban 10., a kisöbű szabadpuska 3 × 40 lövés versenyében a 34. helyen végzett. Októberben légpuskával megnyerte megnyerte a világkupa-döntőt.

### 2017–2021
2017 februárjában, az újdelhi világkupaversenyen légpuskával 623,7 körös Európa-rekordot ért el. Márciusban a légfegyveres Európa-bajnokságon egyéniben és csapatban (Somogyi Péter, Pekler Zalán) tizenkettedik lett. A júliusi sportlövő Eb-n a kisöbű szabadpuska fekvő versenyben egyéniben 20., csapatban hatodik, a kisöbű szabadpuska 3 × 40 lövéses összetett versenyszámban 13., a nagyöbű szabadpuska 60 lövés fekvő versenyen egyéniben hetedik, csapatban (Péni, Szabián) ötödik, a nagyöbű szabadpuska 3 × 40 lövéses összetett számban harmadik helyezést szerzett. Szeptemberben az olaszországi Európa-kupa versenyen Európa-csúccsal nyert a standardpuska 3 × 20 lövéses versenyszámban. Októberben a világkupadöntőn légpuskával bronzérmes,
2018-ban a légfegyveres Eb-n egyéniben 16., vegyes párosban (Hanák Gabriella) 26., csapatban (Péni, Somogyi) harmadik helyen zárta a versenyt. A szeptemberi világbajnokságon légpuska vegyes párosban (Dénes Eszter) a 17., egyéniben a tizenegyedik, kisöbű szabadpuska fekvő versenyszámban a 30., 3 × 40 összetettben a 47., a nagyöbű szabadpuska fekvő versenyen a 16., a nagyöbű puska  összetett számában a 14. helyezést szerezte meg.
A 2019-es légfegyveres EB-n egyéniben a 13., vegyes csapatban (Borsos Fanni) a 24., csapatban (Péni, Somogyi) a harmadik helyen végzett. A 2019. évi Európa-játékokon légpuskával vegyes párosban (Horváth Lea) 20., egyéniben 4., kisöbű szabadpuska 3 × 40 összetettben 19. volt. A sportlövő Európa-bajnokságon 50 méter puska 3 × 40 lövés egyéniben 11., csapatban (Péni, Pekler Zalán) harmadik, nagyöbű puska 300 méteres fekvő csapatban (Péni, Szabián) második, a szabadpuska 300 m 3 × 40 lövés versenyszámban harmadik lett. Októberben a standard puska 3 × 20 lövéses és a nagyöbű szabadpuska 3 × 40 lövéses versenyszámokban megnyerte az Európa-kupa döntőjét.
2020-ban a légfegyveres Eb-n légpuskával olimpiai kvótát szerzett. Szeptember elején légpuskával 255,4 körrel magyar csúcsot ért el.

## Eltiltása és a román állampolgárság felvétele
2021. június 21-én Sidit két évre eltiltotta a Magyar Sportlövőszövetség, miután bizonyítást nyert, hogy a márciusi Világkupán jogtalanul behatolt a később pozitív doppingmintát adó Péni István szobájába. Olimpiai kvótáját Pekler Zalán örökölte.
2021 novemberében Sidi Péter román állampolgárságért folyamodott. A bukaresti kormány 2021. november 17.-i ülésének napirendje tartalmazott egy olyan pontot, amely „Sidi Péter román állampolgárságának megadásáról” szólt. A román kormány helyt adott a kérelemnek, s megadta az állampolgárságot Sidinek.

## Díjai, elismerései
- Az év sportlövője a nemzetközi szövetség ISSF szavazásán (2009)
- Az év sportlövője harmadik helyezett ISSF szavazásán (2010)
- Az év magyar sportlövője (2002, 2003, 2004, 2007, 2008, 2009, 2010, 2011, 2013, 2015,[73] 2016[74])
- Az év magyar számszeríjásza (1999, 2001, 2002, 2003, 2004, 2005, 2006, 2007, 2008, 2009, 2010, 2011, 2012, 2013, 2014, 2015, 2016, 2017, 2018, 2019[75])
- Magyar Köztársasági Bronz Érdemkereszt (2008)
- Az év magyar sportolója második helyezett (2010)
- Magyar Ezüst Érdemkereszt (2012)
- Hazáért Érdemkereszt
- Miniszteri elismerő oklevél
- MOB Fair Play diploma, cselekedet kategória (2017)[76]